# (36813) 2000 SS70
2000 SS70 (asteroide 36813) é um asteroide da cintura principal. Possui uma excentricidade de 0.21668170 e uma inclinação de 2.86966º.
Este asteroide foi descoberto no dia 24 de setembro de 2000 por LINEAR em Socorro.